# ایهور کوریلو
ایهور کوریلو (اوکراینی: Ігор Михайлович Курило؛ زادهٔ ۳ مهٔ ۱۹۹۳) بازیکن فوتبال اهل اوکراین است.